# 野村耕
野村 耕（のむら こう、1927年 - 1991年1月4日）は、戦後活動した日本画家である。

## 経歴
1927年京都府京都市に生まれる。本名・耕二郎。1943年12月京都市立美術工芸学校（現・京都市立芸術大学）絵画科を繰り上げ卒業、1948年後身の京都市立美術専門学校日本画科を卒業。1950年同校の同級生である星野眞吾や不動茂弥が結成したパンリアル美術協会に参加。第4回展以降、1965年に退会するまで出品を続けた。その後は毎年開催される個展と、1978年から参加した、関西の現代美術家達が集まる「Ge展」で作品を発表した。1989年京都市美術館で初期からの作品を網羅した「京都の美術昨日・きょう・明日Ⅲ―野村耕」展が開催され、その二年後の1991年京都で死去。
初期はシュルレアリスム的具象作品から抽象的表現へと変化し、他のパンリアル会員同様、50年代後半からコラージュ作品の発表が多くなる。1961年新聞などの活版印刷に使用する型紙を加工して貼り付けた作品で注目される。活版印刷の型紙のほかにも友禅の型紙など種々な素材が用いられた。1970年代は平面作品にあきたらず、立体作品から空間構成へと多方面の試みが見られる。

## 典拠
- 野村耕 美術家略歴｜京都市立芸術大学芸術資料館
- 野村耕 作家略歴｜京都国立近代美術館
- 野村耕：作者データ＆作品一覧 収蔵作品データベース｜刈谷市美術館